# 帕萨里尼奥
帕萨里尼奥（葡萄牙语：Passarinho，1966年4月7日—），澳门职业足球运动员。生于葡萄牙。曾在凌雁足球會踢前锋（1992-93年澳门首个联赛冠军）。入选过澳门足球代表队。他早年在葡萄牙踢联赛。目前退役。
| 前任： RSSSF Archive | 亚洲俱乐部杯1993-94 Preliminary Round (1993年9月18日，沈阳) 辽宁FC （中国）-凌雁足球會（澳门） *Man of the Match Award* 1993 | 繼任： Rec.Sport.Soccer Statistics Foundation |